# Tour du Limbourg 2023
La 71e édition du Tour du Limbourg, une course cycliste masculine sur route, a lieu en Belgique le 29 mai 2023. L'épreuve se dispute sur 204 kilomètres entre Hasselt et Tongres. Elle fait partie du calendrier UCI Europe Tour 2023 en catégorie 1.1.

## Équipes participantes
| WorldTeams (3)- Soudal Quick-Step - Intermarché-Circus-Wanty - Alpecin-Deceuninck ProTeams (5)- Uno-X Pro Cycling Team - Bingoal WB - Lotto Dstny - Team Flanders-Baloise - Bolton Equities Black Spoke Pro Cycling Équipes continentales (7)- Tarteletto-Isorex - Metec-Solarwatt p/b Mantel - Hagens Berman Axeon - Alpecin-Fenix Development Team - TDT-Unibet - Matériel-vélo.com - Beat Cycling Club |
| |

## Classements

### Classement final
| Pos. | Coureur          | Équipe                   | Temps    |
| ---- | ---------------- | ------------------------ | -------- |
| 1    | Gerben Thijssen  | Intermarché-Circus-Wanty | 4h38'43" |
| 2    | Caleb Ewan       | Lotto-Dstny              | m.t.     |
| 3    | S. Aniołkowski   | Human Powered Health     | m.t.     |
| 4    | Tim Merlier      | Soudal Quick-Step        | m.t.     |
| 5    | Erlend Blikra    | Uno-X                    | m.t.     |
| 6    | Martijn Budding  | TDT                      | m.t.     |
| 7    | Lionel Taminiaux | Alpecin-Deceuninck       | m.t.     |
| 8    | Timothy Dupont   | Tarteletto               | m.t.     |
| 9    | Milan Fretin     | Flanders-Baloise         | m.t.     |
| 10   | Sander De Pestel | Flanders-Baloise         | m.t.     |

### Classements UCI
La course attribue des points au classement mondial UCI 2023 selon le barème suivant :
| Position           | 1er | 2e | 3e | 4e | 5e | 6e | 7e | 8e | 9e | 10e | 11e | 12e | 13e à 15e | 16e à 25e |
| Classement général | 125 | 85 | 70 | 60 | 50 | 40 | 35 | 30 | 25 | 20  | 15  | 10  | 5         | 3         |